# Horki 300E
Horki 300E – elektryczny samochód osobowy klasy kompaktowej produkowany pod chińską marką Horki w latach 2016 – 2019.

## Historia i opis modelu

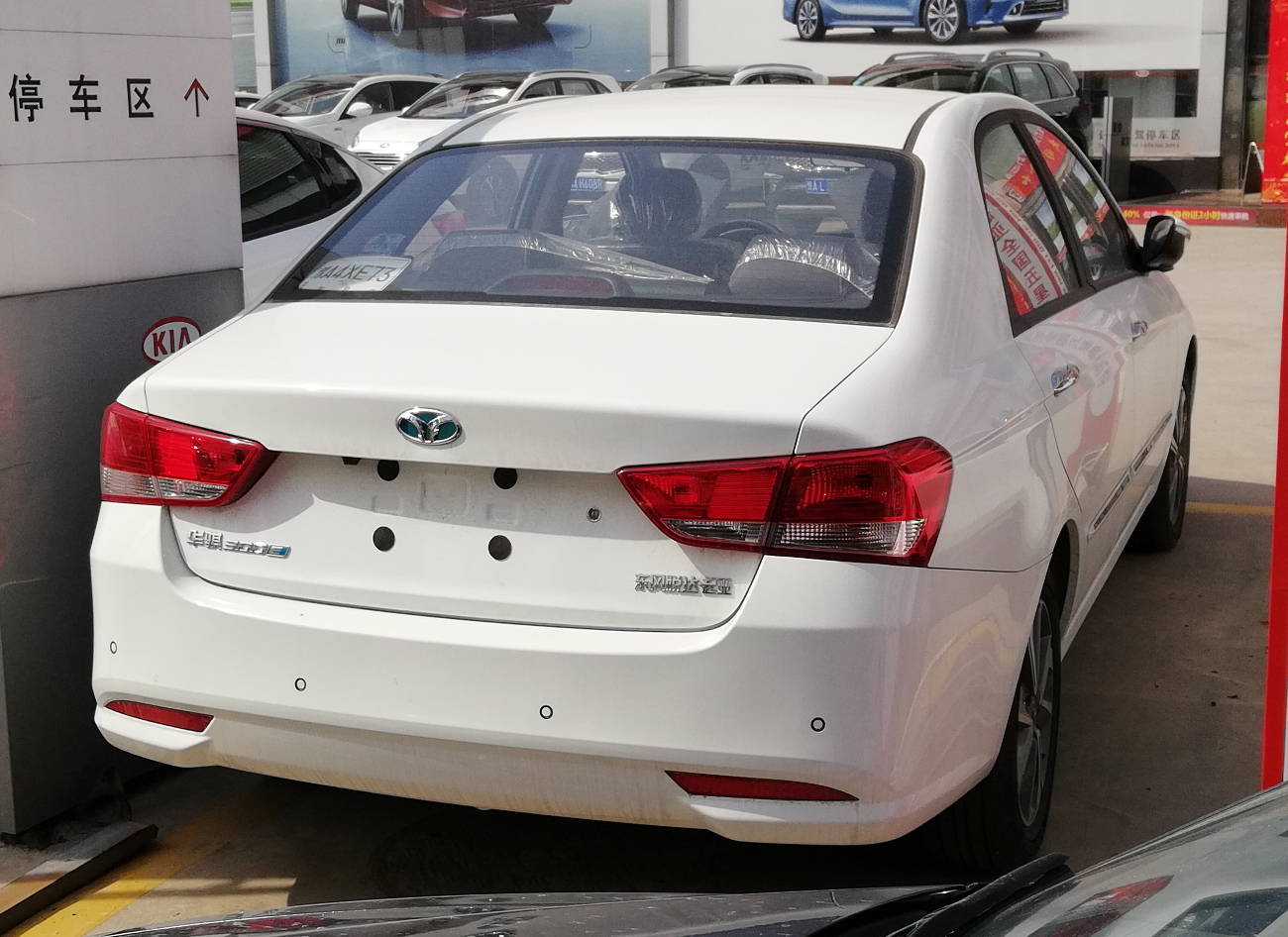
Horki 300E - tył

Pierwszą zapowiedzią produkcyjnego, elektrycznego sedana przedstawionej w kwietniu 2013 roku marki Horki była próbna seria modeli Horki EV opartych na pierwszej generacji Kii Cerato. Samochód przedstawiony do pilotażowej produkcji oferował 68 KM mocy, 134 km/h prędkości maksymalnej i 140 kilometrów zasięgu na jednym ładowaniu.
Po prowadzonych przez kolejny rok od prezentacji przedprodukcyjnego modelu testach, ostateczny pojazd pod nazwą Horki 300E powstał jako bliźniacza wersja zmodernizowanego wariantu chińskiej Kii Cerato pod nazwą Cerato R, odróżniając się zaślepką w kolorze nadwozia zamiast atrapy chłodnicy.

### Sprzedaż
Horki 300E była produkowana i sprzedawana wyłącznie na wewnętrznym rynku chińskim, pozostając w niej do drugiej połowy 2019 roku. Z powodu relatywnie niskiej popularności sprzedaż nie została przedłużona w 2020 roku, a marka Horki pozostała w zawieszeniu z racji braku kolejnych modeli w ofercie.

### Dane techniczne
Horki 300E napędzana była silnikiem elektrycznym o mocy 108 KM i oferującym 285 Nm maksymalnego momentu obrotowego, a także 100 km/h po 11 sekundach przyśpieszenia. Dzięki baterii o pojemności 35,6 kWh, samochód oferuje 280 kilometrów zasięgu na jednym ładowaniu lub do 310 kilometrów, jeżeli średnia prędkość nie przekracza 60 km/h.